# 安田昭治
安田　昭治（やすだ　よしはる、1932年12月17日 - ）は、日本の実業家。
1958年関東学院大学経済学部卒、同年日本信用販売（後の日本信販）入社。1986年東芝クレジット常務及び日本信販監査役就任。1991年東芝クレジット副社長就任。なお当時東芝クレジット株の40.1％は日本信販が持っていた。1992年日本信販系大手リース会社インターリース代表取締役社長就任。。1999年6月大友巌社長就任までインターリース代表取締役社長となった。